# Cibeunying (Majenang)
Cibeunying is een bestuurslaag in het regentschap Cilacap van de provincie Midden-Java, Indonesië. Cibeunying telt 8653 inwoners (volkstelling 2010).